# Krzysztof Jóźwik

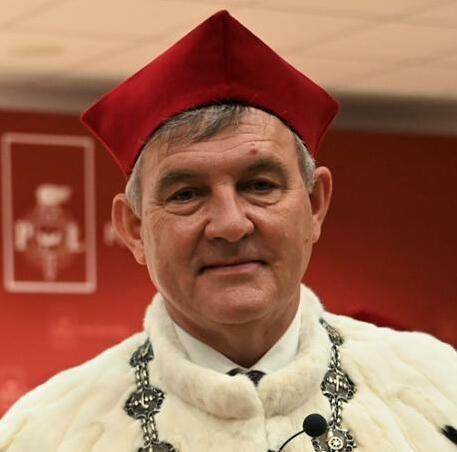
Krzysztof Jóźwik

Krzysztof Stanisław Jóźwik (* 30. Dezember 1962 in Gałków Duży, Gmina Koluszki) ist Professor der Technischen Universität Łódź und seit 2020 deren Rektor.

## Leben
Krzysztof Jóźwik besuchte die Grundschule 187 und anschließend das XXV. Stefan-Żeromski-Gymnasium (Liceum), beide in Łódź. Anschließend studierte an der TU Łódź Mechanik und Maschinenbau. Sein Diplom mit der Spezialisierung auf Auto- und Traktorenbau erhielt Krzysztof Jóźwik 1987. Anschließend arbeitet er am Instytut Maszyn Przepływowych der TU. 1998 promovierte, 2006 habilitierte er.
2002 bis 2008 war er Prodekan für studentische Angelegenheiten der Maschinenbaufakultät. Als Gastprofessor war Krzysztof Jóźwik 2006 bis 2012 an der britischen Coventry University. Zum Vorstandsmitglied der Łódzkiego Regionalnego Parku Naukowo-Technologicznego Sp. z o.o. (Łódźer Regionale Wissenschafts- und Technologiepark GmbH) und hielt diese Position für zehn Jahre inne. Ebenfalls 2007 wurde er Direktor des Instituts für Durchfluss-Maschinen der TU Łódź.
Ab 2008 bis 2012 war Krzysztof Jóźwik Prodekan für die Lehre und seit 2009 ist er externer Prüfer der Cranfield University. Zum Professor wurde er 2014 ernannt. Im März 2020 übernahm er die Leitung des Krisenstabs für die COVID-19-Pandemie der Technischen Universität Łódź. Zum September 2020 wurde er, als einziger Kandidat, zum Rektor der TU gewählt.